# Antiguo Hospital San José

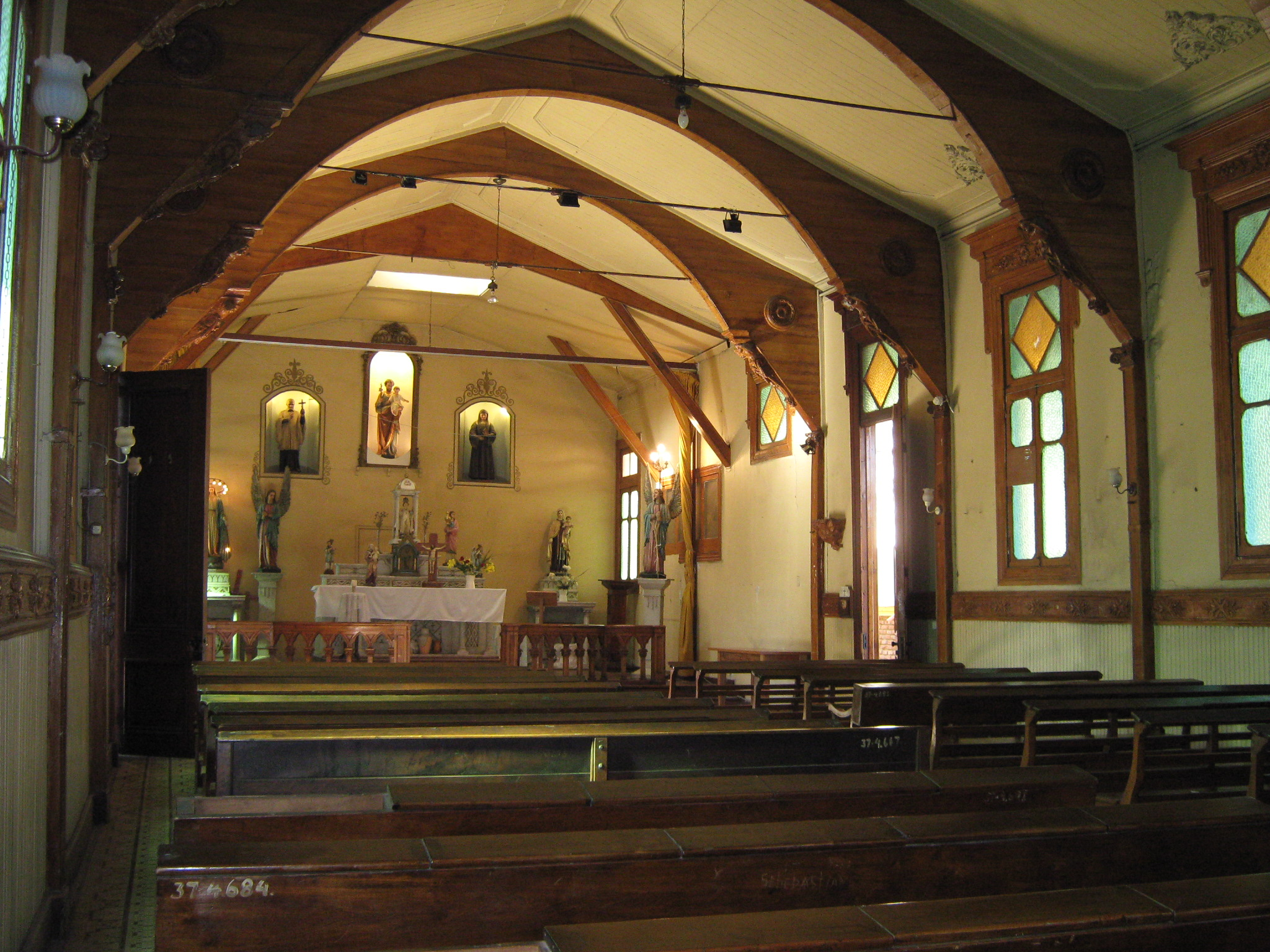
Interior de la capilla del antiguo hospital.

El Antiguo Hospital San José es un exhospital ubicado en la calle San José, a un costado del Cementerio General de Santiago, en la comuna de Independencia, ciudad de Santiago, Chile. Construido entre los años 1841 y 1872 funcionó como hospital hasta 1999, cuando se construyó el nuevo Hospital San José. Fue declarado Monumento Nacional de Chile, en la categoría de Monumento Histórico, mediante el Decreto Exento nº 442, del 27 de diciembre de 1999.

## Historia
En el año 1841 el arquitecto francés Víctor Henry Villeneuve comenzó la construcción del hospital, siendo en el año 1872 cuando comenzó a funcionar permanentemente, como el Lazareto de El Salvador, debido a una epidemia de viruela que azotó la ciudad. Su administración fue confiada a las Hermanitas de la Caridad, siendo utilizado principalmente como centro de atención de enfermedades infecto contagiosas, debido a la alta tasa de mortalidad que presentaban estas enfermedades en la población.
Un tercio del hospital se dedicó a los enfermos de tuberculosis, hasta el año 1929, cuando la totalidad del hospital se destinó a la atención de pacientes de esta enfermedad. Se crearon diversos servicios y en 1930 el hospital fomentó la creación del Servicio de Tisiología, que lideró las acciones contra la tuberculosis por muchos años.
En 1960 el hospital se convirtió en hospital general, y en 1980 fue convertido en hospital de base del área metropolitana norte. En 1994 comenzó el plan de reposición hospitalaria, construyéndose paulatinamente nuevas instalaciones en un terreno aledaño, siendo finalmente en el año 1999 inaugurado el nuevo Hospital San José. Desde 1999 el antiguo hospital funciona como centro cultural, con programas para mejorar la vida de la tercera edad y la comunidad en general. En el año 2009 se grabó en el antiguo recinto el reality show El juego del miedo de Televisión Nacional de Chile.

## Descripción
En el hospital se encuentran diversos edificios, construidos con diversas técnicas y materiales. Cuenta con una gran cantidad de salas unidas por diversos pasillos, que hicieron posible un gran trabajo de jardinería. Su fachada principal es de estilo colonial, y presenta un ingreso por un zaguán. Cuenta con una capilla que presenta un altar de mármol y un campanario de madera.